# Всёчество
Всёчество — теоретическая концепция, выдвинутая художниками Михаилом Ларионовым, Михаилом Ледантю, Кириллом Зданевичем и литератором Ильёй Зданевичем в 1913 году.
Согласно манифесту «Лучисты и будущники», подписанному также рядом других авторов,

Все стили мы признаём годными для выражения нашего творчества, прежде и сейчас существующие.

Особый манифест «Живопись всёков» был написан Ледантю и опубликован лишь спустя 80 лет Дж. Э. Боултом в 5-м выпуске альманаха «Минувшее».
По мнению искусствоведа Ирины Карасик,

Всёчество можно рассматривать как блистательную «теоретическую пародию», не отказывая ему при этом в наличии серьёзных идей (имею в виду, в частности, представление о художественном процессе как непрерывном культурном пространстве, в котором время как бы отсутствует).